# Cửa Cạn
Cửa Cạn là một xã thuộc thành phố Phú Quốc, tỉnh Kiên Giang, Việt Nam.

## Địa lý
Xã Cửa Cạn nằm ở phía tây bắc đảo Phú Quốc, có vị trí địa lý:
- Phía đông giáp xã Bãi Thơm và xã Cửa Dương
- Phía tây giáp Vịnh Thái Lan
- Phía nam giáp xã Cửa Dương và Vịnh Thái Lan
- Phía bắc giáp xã Gành Dầu.

Xã Cửa Cạn có diện tích 40,17 km², dân số năm 2023 là 13.738 người, mật độ dân số đạt 341 người/km².

## Hành chính
Xã Cửa Cạn được chia thành 4 ấp: 2, 3, 4, Lê Bát.

## Lịch sử
Dưới thời Pháp thuộc, địa bàn xã Cửa Cạn hiện nay thuộc làng Dương Đông, quận Phú Quốc, tỉnh Hà Tiên.
Đến những năm kháng chiến, chính quyền cách mạng tách một phần diện tích và dân số của xã Dương Đông để thành lập xã Cửa Cạn. Sau đó, xã Dương Đông lại nhập với xã Cửa Cạn thành xã Cửa Dương.
Ngày 17 tháng 2 năm 1979, Hội đồng Chính phủ ban hành Quyết định số 50-CP về việc:
- Chia xã Cửa Dương thành xã Cửa Cạn và xã Cửa Dương.
- Sáp nhập ấp Bãi Thơm và ấp Hòn Một của xã Hàm Ninh vào xã Cửa Cạn.

Ngày 24 tháng 4 năm 1993, Chính phủ ban hành Nghị định số 19-CP về việc thành lập xã Bãi Thơm trên cơ sở tách một phần diện tích và dân số của hai xã Cửa Cạn và Hàm Ninh.
Ngày 18 tháng 3 năm 1997, Chính phủ ban hành Nghị định số 23-CP về việc thành lập xã Gành Dầu trên cơ sở điều chỉnh 8.701 ha diện tích tự nhiên và 2.134 người của xã Cửa Cạn.
Sau khi điều chỉnh địa giới hành chính, xã Cửa Cạn còn lại 5.986 ha diện tích tự nhiên và 1.149 người.
Ngày 9 tháng 12 năm 2020, Ủy ban Thường vụ Quốc hội ban hành Nghị quyết số 1109/NQ-UBTVQH14 về việc thành lập thành phố Phú Quốc thuộc tỉnh Kiên Giang trên cơ sở toàn bộ diện tích và dân số của huyện Phú Quốc. Xã Cửa Cạn trực thuộc thành phố Phú Quốc.